# Абоагье, Феликс
Феликс Ахмед Абоагье (англ. Felix Ahmed Aboagye; род. 5 декабря 1975, Кумаси) — ганский футболист, нападающий. Участник летних Олимпийских игр 1996 года и двух Кубков африканских наций в 1996 и 1998 годах.

## Биография
Феликс Абоагье родился 5 декабря 1975 года в ганском городе Кумаси.

### Клубная карьера
Начал профессиональную карьеру в 1992 году в клубе чемпионата Ганы — «Даву Янгстарс». В сезоне 1992/93 стал Феликс забил 8 голов, отстав всего на 4 мяча от лучшего бомбардира Августина Ахинфула.
В 1993 году перешёл в египетскую команду «Аль-Ахли» из города Каира. В составе команды пять раз подряд становился чемпионом Египта и дважды становился обладателем Арабского суперкубка. Абоагье являлся игроком основного состава и сыграл за «Аль-Ахли» в 117 матчах и забил 47 голов.
Летом 1998 года перешёл в греческий «Олимпиакос» из города Пирей, где Феликс играл вместе с двумя соотечественниками Питером Офори-Квайе и Коффи Ампонса. В августе 1998 года участвовал на турнире Коломбино в Испании, где «Олимпиакос» занял 4 место. Вместе с командой стал чемпионом Греции, однако Феликс сыграл всего в 11 играх, забив при этом лишь 1 мяч. Затем, ганец играл за «Ан-Наср» из Дубая, «Катар СК» и «Либерти Профешионалс». В 2001 году стал игроком египетского «Замалека». Вместе с командой стал обладателем Суперкубка и Кубка Египта, а также стал бронзовым призёром чемпионата.
С 2002 года по 2003 год являлся игроком кувейтского «Аль-Араби». В 2003 году перешёл в индийский «Махиндра Юнайтед», в составе команды провёл 17 матчей и забил 6 голов, став при этом бронзовым призёром чемпионата и обладателем Суперкубка Индии. Позже, играл за другой индийский клуб — «Ист Бенгал». С 2005 года по 2006 год играл во Вьетнаме за клубы «Кантхо» и «Кхатоко Кханьхоа». В 2007 году выступал на Мальдивских островах за «Валенсию» из города Мале. Завершил карьеру в 2009 году в команде «Мумбаи».
С 2013 года является помощником главного тренера в ганской команде «Либерти Профешионалс».

### Карьера в сборной
В составе национальной сборной Ганы выступал с 1994 года по 2000 год, проведя в составе сборной 26 игр, забив 7 голов. В июле 1994 года сыграл на Кубке Асикс, где Гана провела две игры против Японии. В конце 1994 года участвовал в турнире Simba 4 Nations Tournament в Южной Африке. В начале 1996 года участвовал в Кубке африканских наций в Южной Африке. Сборная Ганы заняла четвёртое место, уступив в матче за бронзовые награды команде Замбии со счётом (0:1). Абоагье принял участие в четырёх играх и забил один гол.
В августе 1996 года главный тренер олимпийской сборной Ганы Сэм Ардай вызвал Феликса на летние Олимпийские игры в Атланте. В команде он получил 12 номер. В своей группе ганцы заняли второе место, уступив Мексики, обогнав при этом Южную Корею и Италии. В четвертьфинале Гана уступила Бразилии (2:4). Абоагье на турнире сыграл во всех четырёх матчах и забил гол в ворота Бразилии.
В декабре 1996 года сыграл на турнире солидарности в Бенине. В феврале 1998 года принял участие в Кубке африканских наций в Буркина-Фасо, тогда Гана не смогла выйти из группы. Абоагье сыграл во всех трёх играх на турнире.

## Достижения
- Чемпион Египта (5): 1993/94, 1994/95, 1995/96, 1996/97, 1997/98
- Бронзовый призёр чемпионата Египта: 2001/02
- Обладатель Кубка Египта: 2001/02
- Обладатель Суперкубка Египта: 2001
- Обладатель Арабского суперкубка (2): 1997, 1998
- Чемпион Греции: 1998/99
- Бронзовый призёр чемпионата Индии: 2003/04
- Обладатель Суперкубка Индии: 2003